# Bogacka Szklarnia

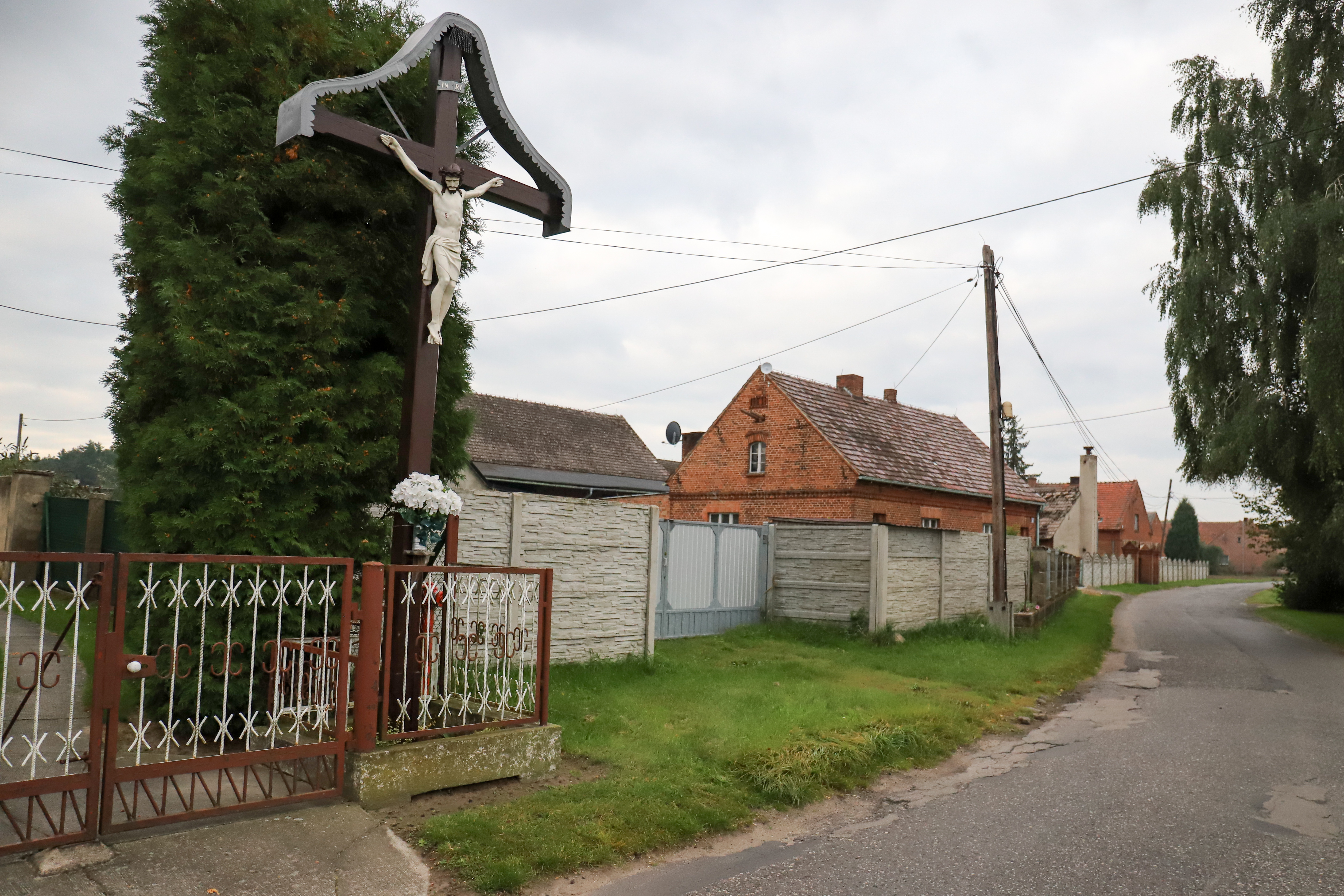
Wegkreuz in Bogacka Szklarnia

Bogacka Szklarnia (deutsch Bodländer Glashütte) ist ein Ort der Gmina Kluczbork in der Woiwodschaft Opole in Polen.

## Geographie
Bogacka Szklarnia liegt im nordwestlichen Teil Oberschlesiens im Kreuzburger Land. Bogacka Szklarnia liegt rund elf Kilometer westlich vom Gemeindesitz Kluczbork und etwa 44 Kilometer nordöstlich der Woiwodschaftshauptstadt Opole.
Bogacka Szklarnia liegt am nordwestlichen Rand des Landschaftsschutzpark Stobrawski.
Nachbarorte von Bogacka Szklarnia sind im Westen Wierzchy (Wierschy), im Nordosten Bogacica (Bodland) und im Osten  Żabiniec (Fabianswalde).

## Geschichte
1840 arbeiteten 85 Menschen in der Bodländer Glashütte an Tafel- und Hohlglas.
Als Folge des Zweiten Weltkriegs fiel Bodlander Glashütte 1945 wie der größte Teil Schlesiens an Polen. Nachfolgend wurde der Ort in Bogacka Szklarnia umbenannt und der Woiwodschaft Schlesien angeschlossen. 1950 wurde es der Woiwodschaft Opole eingegliedert. 1999 kam der Ort zum neu gegründeten Powiat Kluczborski (Kreis Kreuzburg).